# Calanais III
Le cercle de pierres de Calanais III (Cnoc Filibhir Bheag) est l'une des nombreuses structures de mégalithes autour du site  Calanais I sur la côte ouest de l'île de  Lewis dans les Hébrides extérieures.

## Histoire
La zone autour de Calanais comprend 21 monuments érigés autour de 3000 av. J.-C. Cet ensemble mégalithique est appelé Callanish en anglais et tire son nom du village voisin de Callanish. En gaélique écossais, le site est appelé Clachan Chalanais ou Tursachan Chalanais.

## Caractéristiques

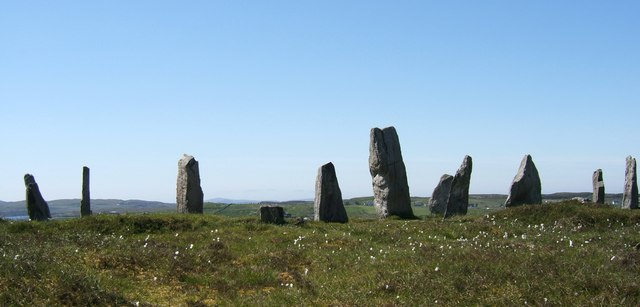
Calanais III.

Le site de Calanais III est composé d'un arrangement complexe de 17 pierres décrit comme une double ellipse ou comme deux cercles concentriques avec une anse interne. La structure mesure environ 16 mètres de diamètre et compte 8 pierres dressées sur le cercle extérieur et 4 sur le cercle intérieur qui peut aussi être interprété comme un quadrilatère. Sur les 17 pierres du site, 5 sont donc aujourd'hui tombées.
Avant l'excavation de 1858, seulement 13 pierres étaient apparentes dont certaines ne dépassaient pas quelques centimètres de haut.

## Localisation
Calanais III est situé à proximité de la route A858 à environ 25 kilomètres à l'ouest de Stornoway. Le site est à environ 1 km à l'est de Calanais I et à quelques centaines de mètres de Calanais II.